# Laucherthal
Laucherthal ist ein Ortsteil der Gemeinde Sigmaringendorf im baden-württembergischen Landkreis Sigmaringen mit 593 Einwohnern. Das Dorf entstand als Arbeitersiedlung im Jahr 1708, als Fürst Meinrad II. von Hohenzollern-Sigmaringen dort zur Verhüttung des in der Gegend oberirdisch gefundenen Bohnerzes eine Eisenschmelze errichtete.

## Geographie
Laucherthal liegt auf 626 m ü. NN eingebettet in das idyllische Laucherttal und gehört zum Naturpark Obere Donau.

## Geschichte

Versteinerte Muscheln, Bohnerz, mutmaßlicher römischer Nagel (Fundgebiet: Hennabühl)

Neuzeitliche Keramikscherben vom Hennabühl, wohl mit Mistdüngung aufs Feld geraten

Auf den Feldern oberhalb der Ortschaft sowie in der Umgegend finden sich Grabhügel (Im Volksmund der so genannte „Hennabühl“, wohl nicht abgeleitet von den dort zahlreich vorhandenen Rebhühnern (Henna), sondern von Heunenbühl = Hunnenhügel, von mittelhochdeutsch Huine, Hüne = Riesen und bühel=Hügel). Die Grabhügel sollen aus keltischer und vorkeltischer Zeit stammen.
Schon die Römer sollen das Eisenerz abgebaut haben und an der Stelle des heutigen Heiß-Walzwerks an der Lauchert soll eine Erzwaschanlage gestanden haben. In noch früherer Zeit sollen die Kelten, deren bekannter Fürstensitz, die „Heuneburg“, nur wenige Kilometer entfernt liegt, das Bohnerz der Gegend verwendet haben, auch als Tauschobjekt im Handel mit Griechenland.
Im 19. Jahrhundert müssen die Wälder noch voll von Hirschen gewesen sein, denn in der Chronik von Sigmaringendorf steht der Bericht des damaligen Chronisten, die gewöhnliche Tracht der Männer habe aus Hirschlederhosen bestanden. Hirsche gibt es heutzutage nur noch im benachbarten Wildpark Josefslust in Sigmaringen. Die Kindersterblichkeit war zu jener Zeit äußerst hoch, und der Pfarrer führt dies auf die Einwirkung des metallhaltigen Wassers zurück. So sei schon bei Kindern Rheuma und/oder Gicht häufig gewesen.
Am Rand des Dorfes liegt das so genannte „Zigeunerwäldchen“, in dem bis vor wenigen Jahren Landfahrer in periodischem Zyklus ihr Lager aufschlugen. Sie sollen nach Ablauf der erlaubten Frist einfach die Straßenseite gewechselt haben, also von Hohenzollern nach Württemberg, um so noch einige Tage länger bleiben zu können.
Während des Zweiten Weltkriegs befand sich am Ortsausgang Richtung Hitzkofen ein Zwangsarbeiterlager, in welchem vor allem Polen und Ukrainer gefangengehalten wurden. Nach dem Krieg blieben einige im Dorf. Das Grundstück des Lagers ist heute bebaut, und manche der Schuppen auf den Grundstücken und der Zäune stammen aus Überresten des Lagers.
Nach dem Krieg wurde Hohenzollern französische Besatzungszone, und den einrückenden Franzosen (anfangs meist Maghrebiner) sei es fast noch schlechter gegangen als den Einheimischen, sie hätten sogar Skorbut gehabt. Bis heute stehen die Gastarbeiterbaracken, die zuerst von Süditalienern, dann von Jugoslawen und Türken bewohnt wurden.
Die Ansiedlung Laucherthal vergrößerte sich im Laufe der Zeit und wuchs schließlich mit der Gemeinde Sigmaringendorf zusammen. Da das hier gefundene Bohnerz einen nicht ausreichend hohen Anteil an Eisen aufweist, dafür viel Mangan, wurde die Verhüttung mit der Zeit unrentabel und der Hochofen stillgelegt. Das ehemalige Hüttenwerk existiert jedoch noch immer als modernes metallverarbeitendes Unternehmen, inzwischen unter dem Namen Zollern GmbH und Co. KG.

### Religionen
- Katholische Kirchengemeinde St. Meinrad in Laucherthal

## Kultur und Sehenswürdigkeiten
Laucherthal liegt an der Hohenzollernstraße.

### Museen
- Der ehemalige Hochofen kann im Hüttenwerk besichtigt werden. Spuren des einstigen Erzabbaus zeigen sich in den umliegenden Wäldern und auf Äckern als Gruben, die teilweise mit Wasser vollgelaufen sind („Staudengrube“).
- Die Villa Rustica in Laucherthal war ein römischer Gutshof (villa rustica), dessen Reste sich in der Nähe der „Schludegrube“ hinter dem Hüttenwerk befinden. Erkennbar sind von Gras bedeckte Mauerreste aus Kalkstein (48° 5′ 26,4″ N, 9° 16′ 2,3″ O).

### Vereine
- Fasnachtsgesellschaft Laucherthal / Förderverein der Fasnachtsgesellschaft Laucherthal
- Hüttenkapelle Laucherthal
- Verein ehemaliger Mitarbeiter der FHH
- Werkfeuerwehr Laucherthal

### Bauwerke

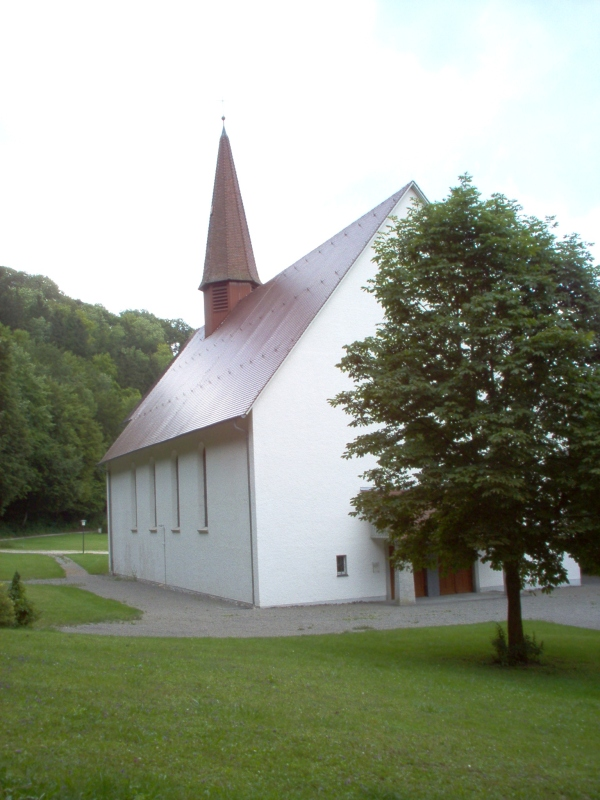
Kirche St. Meinrad Laucherthal

- Die Kirche St. Meinrad Laucherthal feierte am 19. Oktober 2008 ihr 50-jähriges Kirchenjubiläum. Bereits zu Beginn des 19. Jahrhunderts gab es in Laucherthal Bemühungen, eigene kirchliche Räume zu schaffen. Auf die dringende Bitte von Pfarrer Emil Glöckler stellte 1935 Fürst Friedrich 8000 Reichsmark und ein Grundstück für einen Kirchenbau zur Verfügung, mit der Bedingung, dass die Kirche den Namen St. Meinrad, in Anlehnung an Fürst Meinrad II., trage. Kurz nach dem Krieg weihte man 1946 in einem Gebäude hinter der Verwaltung des Hüttenwerks die erste St. Meinradskapelle ein. Der Wunsch nach einer Kirche blieb. Mit kräftiger Unterstützung durch das Fürstenhaus Hohenzollern und der Gemeinde fand, nachdem 1955 ein Kirchenbauverein gegründet wurde, am 7. Oktober 1956 die Grundsteinlegung für eine Kirche im Gelände Untere Hühlen idyllisch am Waldrand statt. Die Kirchweihe mit dem Namenspatron St. Meinrad fand am 12. Juli 1958 durch Erzbischof Hermann Schäufele statt. Bereits 1957 war die Kirche vorläufig bezogen gewesen. 1960 bekam die Kirche eine Orgel und ein Jahr später die Glocken. Die sonntäglichen Gottesdienste in Laucherthal hielten bis 1961 Patres aus dem Kloster Gorheim. 1977 zerstörte ein Wassereinbruch den Fußboden und die elektrische Bankheizung.[3][4]
- Das Anfang des 18. Jahrhunderts gebaute Hochofengebäude der Hüttenwerke war bis zum 3. Mai 1879 in Betrieb. Das Gebäude soll nach seiner Sanierung als Museum genutzt werden, die Deutsche Stiftung Denkmalschutz förderte 2007 den Erhalt mit 125.000 Euro.[5]

### Naturdenkmäler
Die ganze Gegend war zur Jurazeit Teil eines Tropenmeeres, und so finden sich in dessen Ablagerungen, den überall sichtbaren Kalkfelsen, überall Höhlen, Versteinerungen und Mineralien (Ammoniten, Muscheln, Korallen, Schwämme, Quarz, Calcit, Achatknollen usw.). Was manchmal für versteinerte Pflanzen gehalten wird, sind oft Dendriten, Ablagerungen von Mineralien (Manganoxid, braun), die mit Wasser in das poröse Gestein eindringen.

### Regelmäßige Veranstaltungen
An Fasnacht wird von der ansässigen Fasnachtsgesellschaft ein „Zigeunerlager“ nachgestellt, welches allerdings in Kritik geraten ist, auch durch die Verwendung des Wortes „Zigeuner“.
Die Laucherthäler Fasnet hat als Besonderheit die in blau-weiße „Walzerblusen“, schwarze Kappen und Holzschuhe gekleideten Mitglieder der „Schmelzegilde“, die auf Umzügen die Gerätschaften ihrer Vorfahren, Eisenzange und Schmelztiegel durch die Straßen tragen. Auch das „Bräuteln“ wird praktiziert: Frisch Verheiratete oder Jubilare werden auf eine Stange gesetzt, von vier Trägern im Kreis herumgetragen, um dann im Innern des „Hüttengasthofs Fridolin“ dreimal in die Luft geworfen zu werden. Beim Umhertragen singen die Träger das Lied: „Setz an nauf uf d´Stang, setz an nauf uf d´Stang, Schmelzer soll er bleiba sei ganzs Läaba lang“.
Beim „Strohmanntreiben“ am „Schmotziga Donschdig“ wird ein Unverheirateter in Stroh gepackt und mit luftgefüllten Schweinsblasen, die mit Schnüren an Stecken befestigt sind, durchs Dorf getrieben, wobei ihm Kinder nachfolgen und Süßigkeiten auffangen, welche ihnen die Einwohner zuwerfen.
Am 4. Dezember, dem Barbaratag, gedenken Laucherthaler und Mitarbeiter des Hüttenwerks an der Barbaragedenkstätte neben dem ehemaligen Hochofen der Heiligen Barbara, Schutzpatronin der Bergleute und den gefallenen und vermissten Zollern-Mitarbeiter der beiden Weltkriege.

## Wirtschaft und Infrastruktur

### Verkehr
- Öffentlicher Personennahverkehr im Verkehrsverbund Neckar-Alb-Donau (NALDO)
- Landesstraße L 455 (Sigmaringendorf – Hitzkofen)

### Ansässige Unternehmen
- ZOLLERN GmbH + Co. KG, früher „Fürstlich Hohenzollernsche Werke Laucherthal - Eisenschmelze mit Hammerschmiede“ (Feinguss, Bronzeguss, Bronzeschmiedeteile, Profilstahl)

### Bildung
- Kindergarten St. Meinrad

## Persönlichkeiten

### Ehrenbürger über die Gemeinde Sigmaringendorf
- Friedrich Wilhelm von Hohenzollern (* 3. Februar 1924; † 16. September 2010), Ende der 1970er während einer Stahlkrise musste er zum Erhalt des „Hüttenwerkes Laucherthal“ Teile des Familienbesitzes verkaufen.